# Леричи
Леричи (итал. Lerici) — коммуна в Италии, располагается в регионе Лигурия, в провинции Ла Специя.
Население составляет 10 667 человек (2008 г.), плотность населения составляет 673 чел./км². Занимает площадь 16 км². Почтовый индекс — 19032, 19036, 19030. Телефонный код — 0187.
Бывший в Средневековье важным портовым городом, сейчас Леричи популярный курорт. Среди главных достопримечательностей — замок XIII века Кастелло ди Леричи, входивший в цепь береговых укреплений Пизанской республики и игравший важную роль в противостояннии Пизы и Генуи. Замок контролировал удобный для мореходства одноименный залив Леричи, сейчас больше известный под именем Залива Поэтов. Такое имя он получил благодаря тому, что эти места были обюлюбованы яркими представителями британской поэзии в начале XIX века, среди которых — Байрон и супруги Шелли Перси Биш и Мэри. В XX веке в Леричи останавливалась Вирджиния Вульф.
Покровительницей коммуны почитается Пресвятая Богородица (Madonna di Maralunga), празднование 25 марта.

## Демография
Динамика населения:

## Города-побратимы
- Мужен, Франция (2008)

## Администрация коммуны
- Официальный сайт: http://www.comune.lerici.sp.it/